# Beata Tyszkiewicz
Beata Maria Helena Tyszkiewicz (Wilanów, 14 de agosto de 1938) é uma atriz polonesa.

## Filme
- 1964: Rękopis znaleziony w Saragossie - donna Rebeka Uzeda (diretor: Wojciech Has)
- 1966: The man who had his hair cut short - Eufrazia 'Fran' Veerman (diretor: André Delvaux, Jacqueline Pierreux)
- 2011: Mars Needs Moms - Supervisora (polonês dublador)